# Europejski długodystansowy szlak pieszy E3

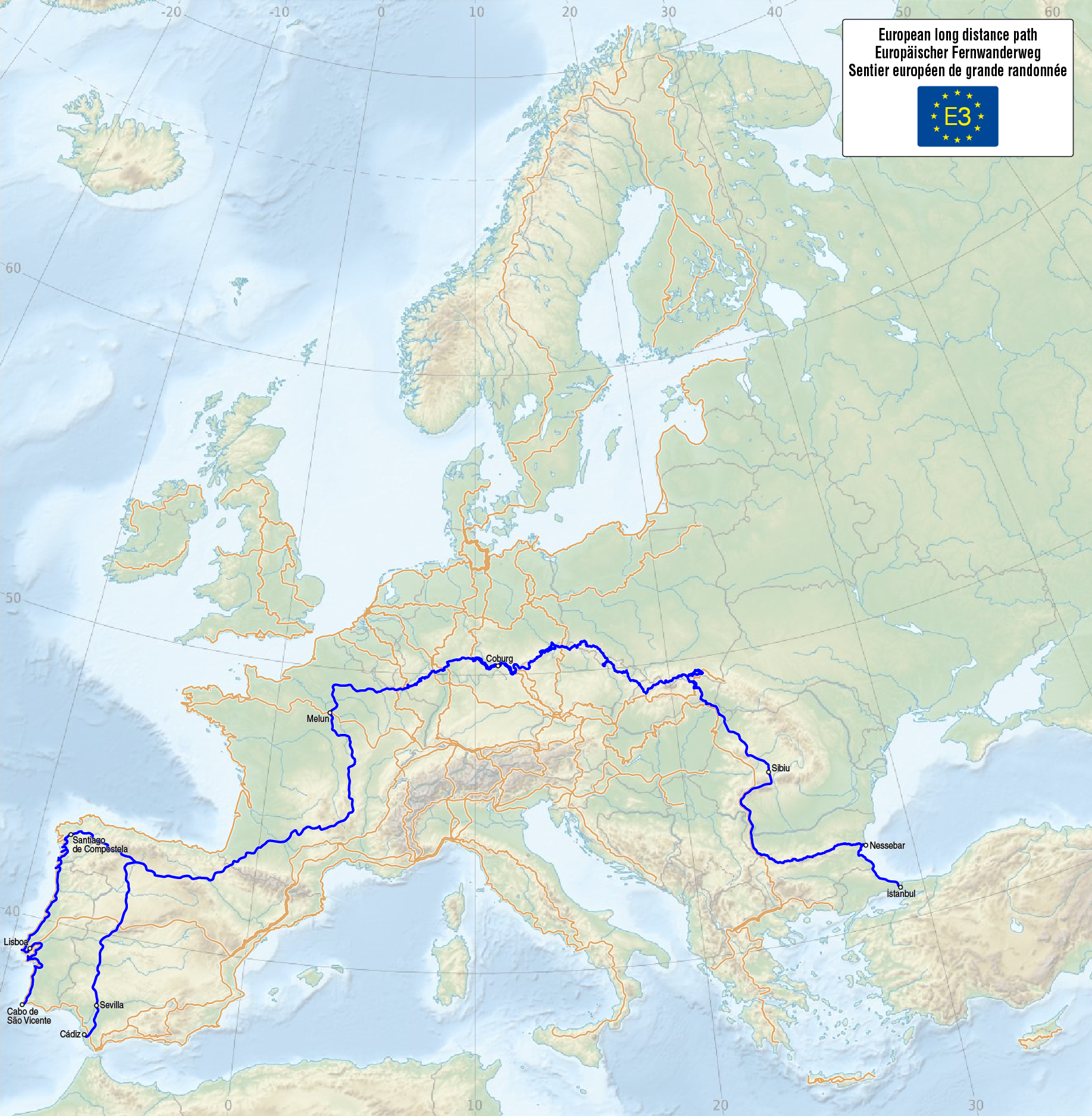
Europejskie szlaki długodystansowe. E3-czerwony.

Europejski długodystansowy szlak pieszy oznaczony symbolem E3 jest znakowanym szlakiem turystycznym, jednym z 11 europejskich szlaków wędrówkowych.

## Przebieg szlaku
E3 łączy brzegi Atlantyku z Morzem Czarnym. Jego długość wynosi ok. 7500 km w 12 krajach: Turcji, Bułgarii, Rumunii, na Węgrzech, na Słowacji, w Polsce, Czechach, Niemczech, Luksemburgu, Belgii, Francji i Hiszpanii.
W Turcji i Rumunii trasa szlaku nie jest jeszcze zaplanowana, ani tym bardziej wyznakowana w terenie.
Odcinek z Węgier do wschodniej części Niemiec pokrywa się w większości z przebiegiem dawnego Międzynarodowego Górskiego Szlaku Przyjaźni Eisenach – Budapeszt, który włączono w trasę E3 po upadku socjalizmu w Europie wschodniej.
W Bułgarii pokrywa się z trasą szlaku Kom - Emine, który przebiega cały kraj grzbietami Starej Płaniny.
Częściowa mapa szlaku online: link

### Przebieg szlaku w Polsce
Szlak E3 w Polsce składa się z 2 odcinków: sudeckiego i karpackiego. Pierwszy prowadzi przez większość pasm górskich Sudetów z Jakuszyc (koło Szklarskiej Poręby) do Boboszowa (koło Międzylesia). Jest znakowany kolorem niebieskim  (jedynie odcinki łącznikowe prowadzące do granicy państwa kolorami zielonym  i żółtym ). Długość tego etapu to ok. 300 km.
Odcinek karpacki jest połowę krótszy, z długością około 160 km.

#### Odcinek sudecki – szczegółowy przebieg
- Jakuszyce (granica państwa)
- Rozdroże pod Cichą Równią
- Zwalisko
- Rozdroże pod Zwaliskiem
- Rozdroże Izerskie
- Bobrowe Skały
- Pilchowice
- Okole
- Przełęcz Widok
- Skopiec
- Baraniec
- Trzcińsko
- Schronisko PTTK „Szwajcarka”
- Starościńskie Skały
- Wołek
- Skalnik
- Schronisko „Czartak”
- Wilkowyja
- Pisarzowice
- Kamienna Góra
- Czarny Bór
- Boracza
- Boguszów-Gorce
- Chełmiec
- Szczawno-Zdrój
- Wałbrzych
- Ptasia Góra
- Lisi Kamień
- Rusinowa
- Klasztorzysko
- Zagórze Śląskie
- Zamek Grodno
- Przełęcz Walimska
- Wielka Sowa
- Przełęcz Woliborska
- Przełęcz Srebrna
- Wilczak
- Bardo
- Kłodzka Góra
- Ptasznik
- Bzowiec
- Jaskinia Radochowska
- Lądek-Zdrój
- Trojak
- Zamek Karpień
- Stary Gierałtów
- Przełęcz Dział
- Przełęcz Sucha
- Nowa Morawa
- Schronisko PTTK „Na Śnieżniku”
- Jodłów
- Międzylesie
- Boboszów (granica państwa)

## Galeria

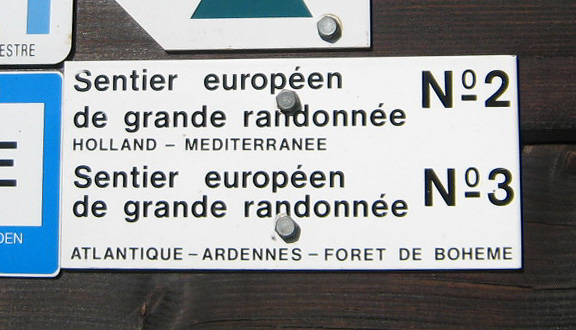
Tabliczki szlaków E2 i E3 w Luksemburgu
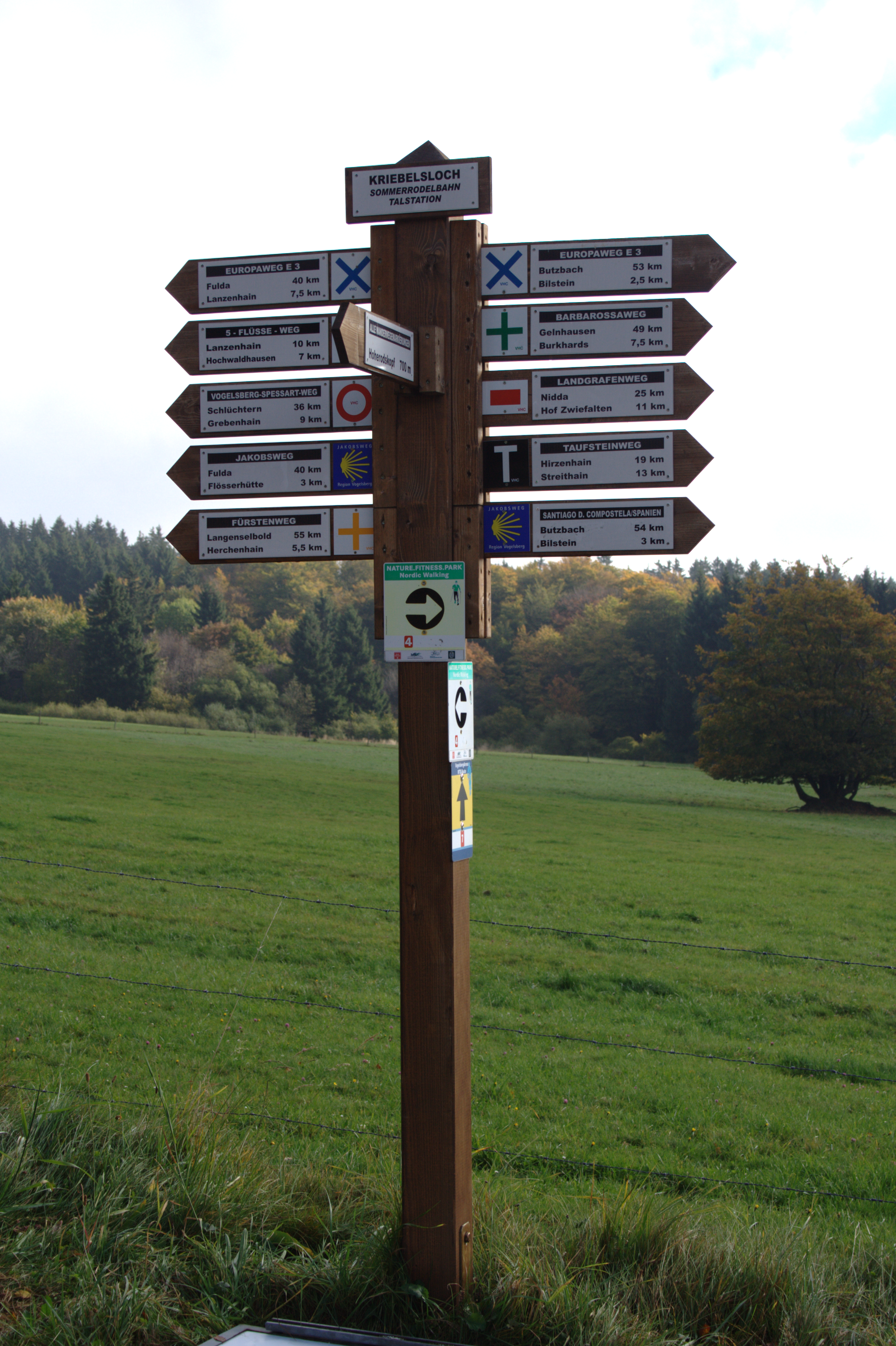
Tabliczki szlaku E3 w Niemczech
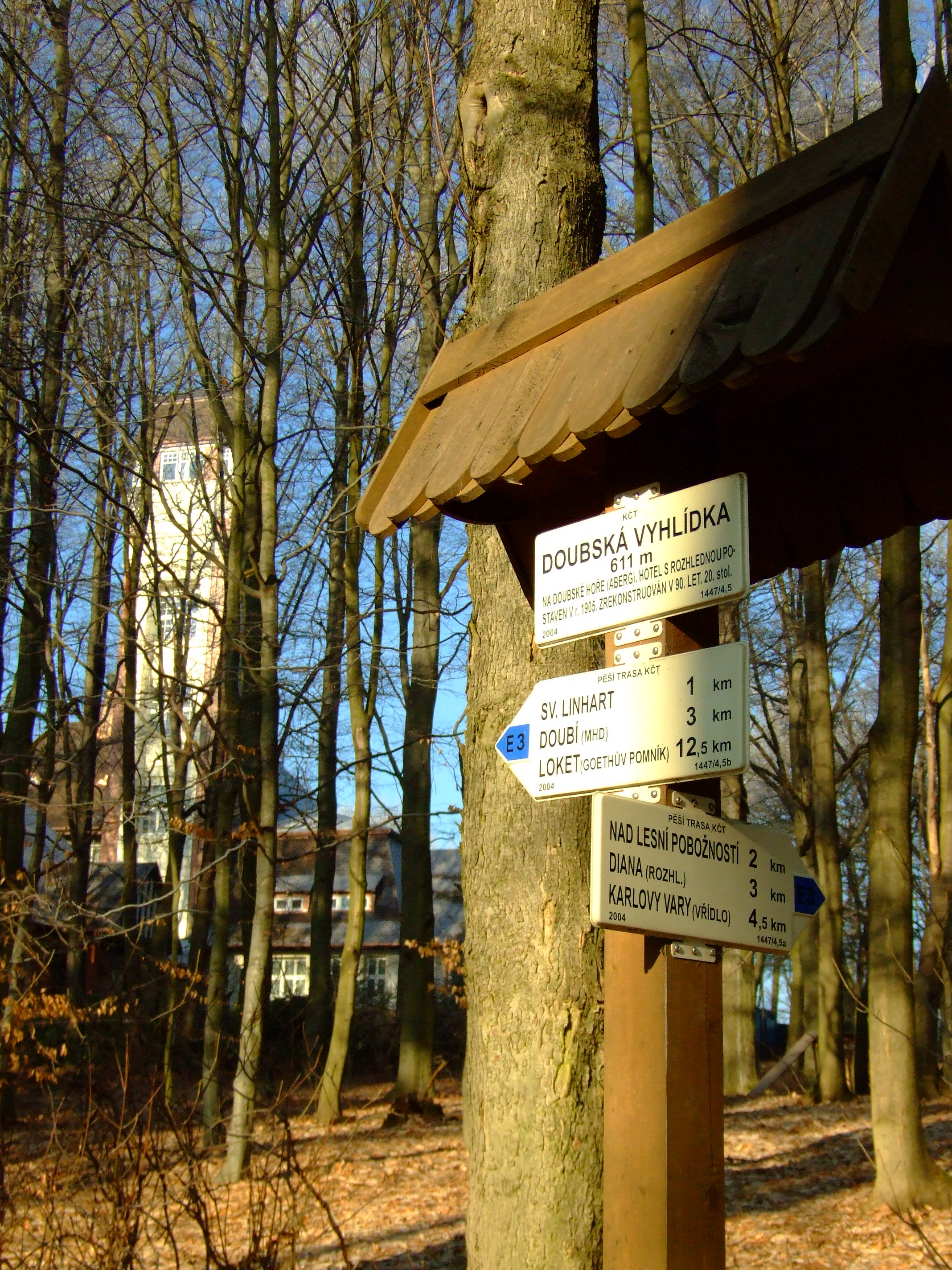
Tabliczki szlaku E3 w Czechach
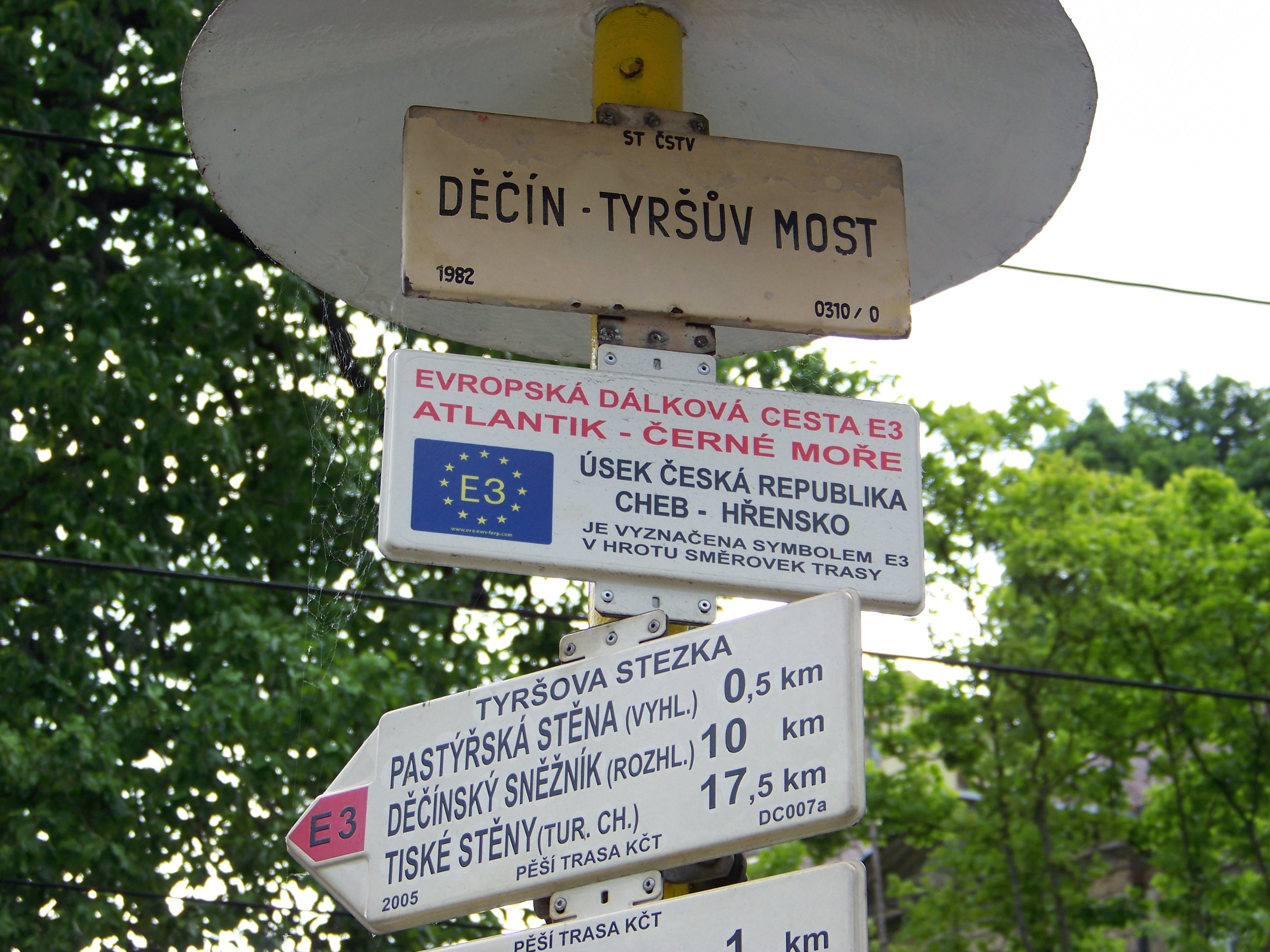
Tabliczki szlaku E3 w Czechach
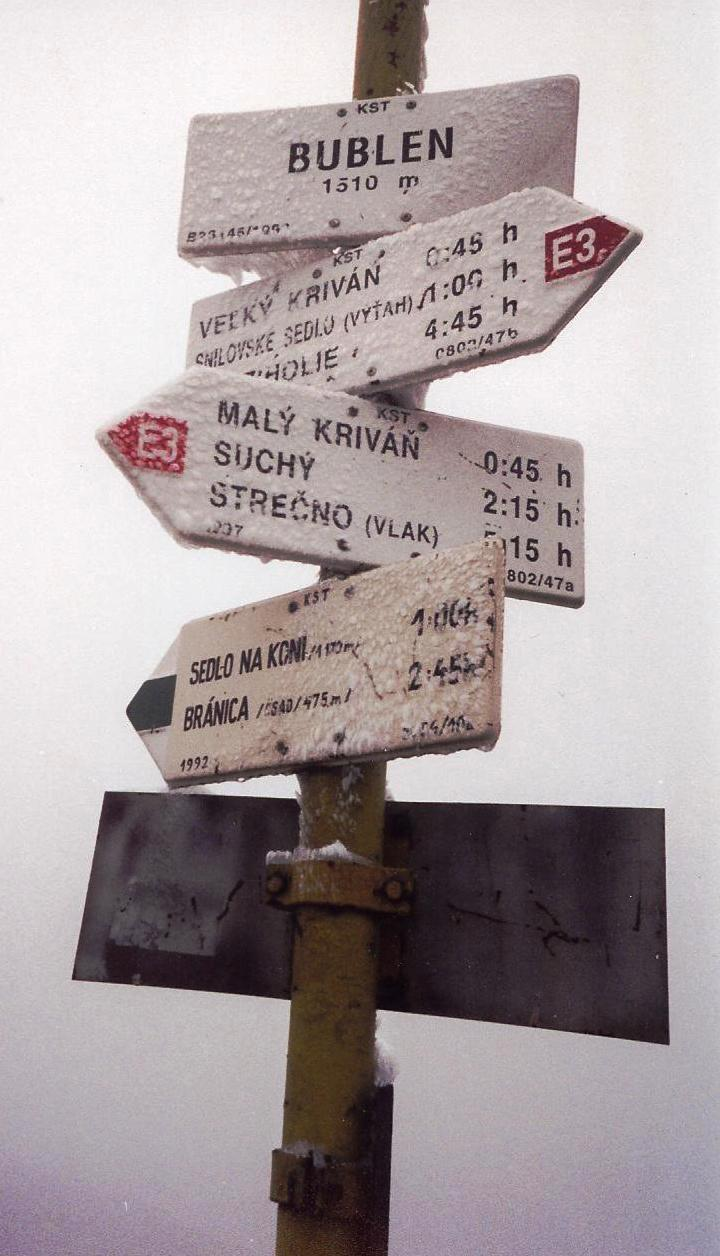
Tabliczki szlaku E3 na Słowacji
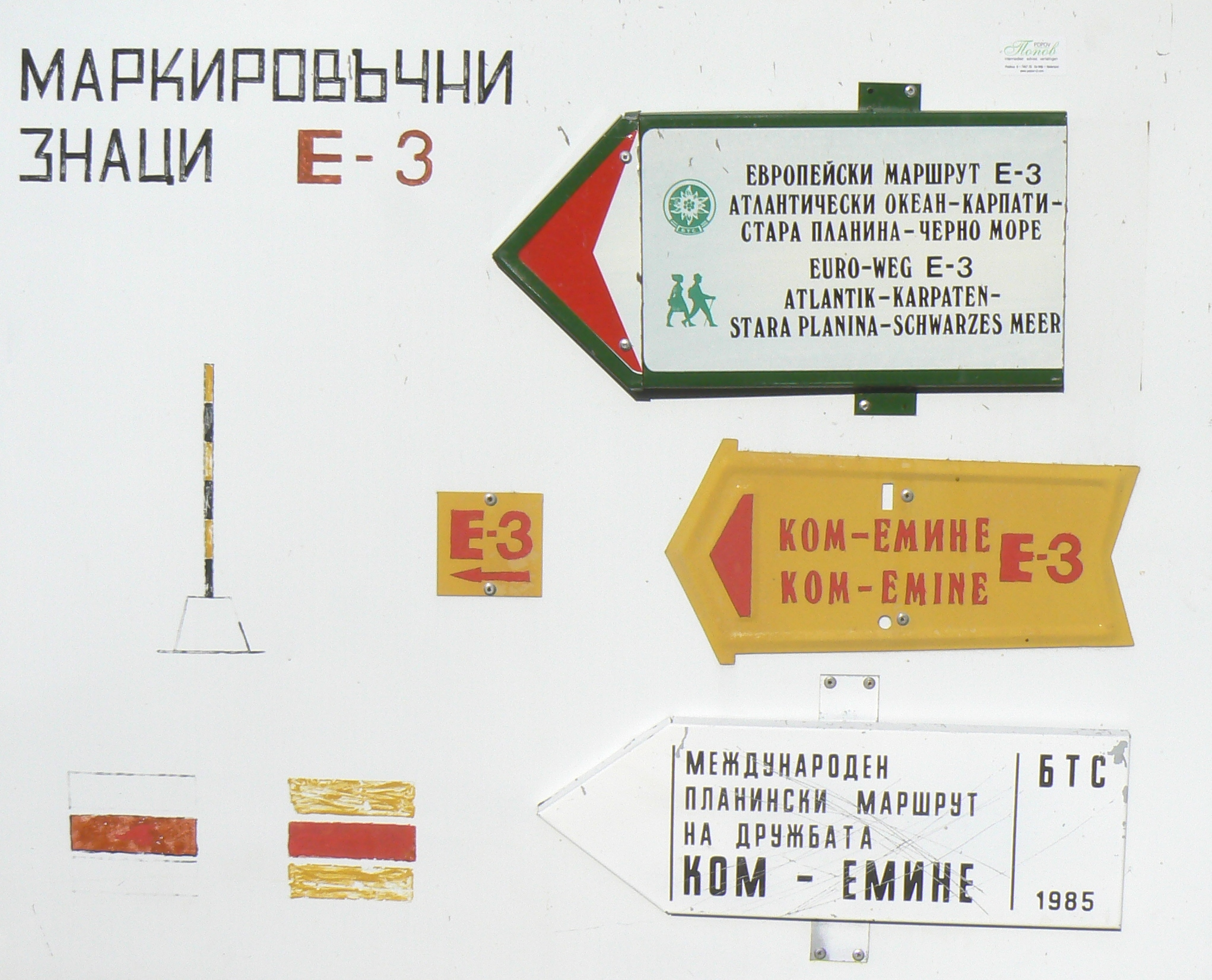
Tabliczki szlaku E3 w Bułgarii
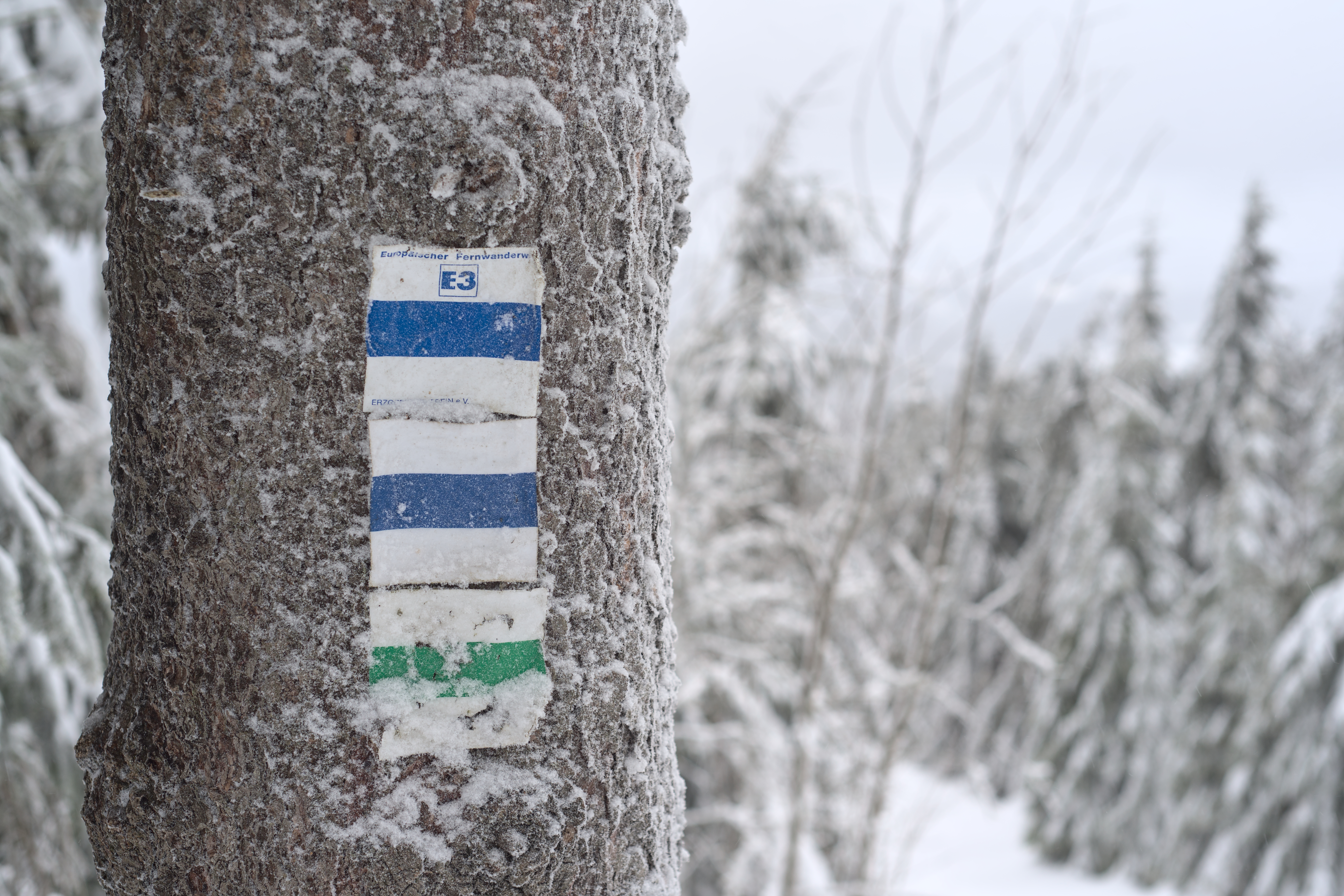
Tabliczki szlaku E3 w Rudawach (Niemcy)